# Парнаби, Стюарт
Стюарт Парнаби (англ. Stuart Parnaby; 19 июля 1982, Дарем) — английский футболист, защитник.

## Клубная карьера

### «Мидлсбро»
Стюарт родился в Дареме и с детства болел за «Мидлсбро», поэтому начал заниматься футболом именно в молодёжной Академии «речников».
За первую команду «Боро» Парнаби дебютировал 19 сентября 2000 года, выйдя в стартовом составе в матче Кубка Лиги против «Маклсфилд Таун» (2:1). Спустя месяц Стюарт был отдан в двухмесячную аренду в клуб Лиги Два «Галифакс Таун», где провёл 6 матчей и даже выиграл ежемесячную награду Лиги, как «Лучший футболист ноября». Ожидалось, что в сезоне 2001/02 Стюарт будет бороться за место в основном составе «Боро», однако тяжелая травма вынудила его пропустить почти целый год.
Дебют Парнаби в Премьер-лиге состоялся 26 октября 2002 года в игре против «Лидс Юнайтед», завершившейся ничьей 2:2. Всего по итогам сезона 2002/03 Парнаби сыграл 21 матч в рамках Премьер-лиги.
Следующий сезон 2003/04 Стюарт начинал в качестве игрока стартовой обоймы «Боро», но в конце августа получил серьёзную травму колена и выбыл на 4 месяца. 3 февраля 2004 года в ответной полуфинальной встрече Кубка Лиги против лондонского «Арсенала» результативный удар Стюарта рикошетом от Хосе Рейеса на 85-й минуте принёс «Мидлсбро» победу со счетом 2:1 и выход в финал. Однако в финальной встрече, прошедшей 29 февраля и закончившийся исторической победой «Боро», Парнаби не смог сыграть из-за повреждения.
В сезоне 2005/06 Парнаби наконец удалось обойтись без травм. Стюарт сыграл деятельную роль в достижении «Мидлсбро» полуфинала Кубка Англии и выходе в финал Кубка УЕФА, включая решающий гол в ворота «Штутгарта» на стадии 1/8 финала. В финальной встрече против «Севильи» в Эйндховене защитник появился в стартовом составе «речников» и провёл на поле все 90 минут. Всего по итогам сезона он сыграл 42 игры, записав на свой счет 4 забитых мяча.
Сезон 2006/07 Парнаби начинал в качестве основного правого защитника, однако вскоре из-за травм потерял место в составе, проиграв конкуренцию Эндрю Дэвису и Абелю Шавьеру. По окончании сезона Стюарт покинул «Мидлсбро» на правах свободного агента.

### «Бирмингем Сити»
1 июня 2007 года Парнаби заключил 3-летний контракт с «Бирмингем Сити». За бирмингемцев он дебютировал 12 августа в матче против «Челси», выйдя на замену вместо Франка Кедрю, другого экс-защитника «Боро». В следующих играх Стюарт отвоевал место в основном составе, однако в конце сентября получил повреждение и выбыл до декабря. Едва вернувшись на поле, защитник вновь травмировался и вплоть до конца сезона боролся с мелкими повреждениями.
Следующий футбольный сезон «Бирмингем Сити» начал в Чемпионшипе. Первую половину сезона Стюарт являлся игроком основного состава «браммиз», однако потом надолго выбыл из-за очередной травмы.
В сезоне 2009/10, «Бирмингем» возвратился в Премьер-лигу и поначалу Стюарт был футболистом стартовой обоймы клуба, сыграв к сентябрю в 7 матчах. Но потом последовала очередная травма и Парнаби вернулся на поле лишь в январе. По недоброй традиции, только восстановившись, защитник получил новое повреждение и выбыл ещё на несколько месяцев, сыграв во второй половине сезона лишь в 3 матчах.
Сезон 2010/11 стал для Стюарта последним в составе «Бирмингема». Играя преимущественно в кубковых матчах, Парнаби помог «Сити» завоевать Кубок Лиги, однако в самом финале, где «Бирмингем» переиграл «Арсенал» (2:1), защитник остался на скамейке запасных.
29 января 2011 года в 3-м раунде Кубка Англии Парнаби забил свой единственный гол за «браммиз», поразив ворота «Ковентри Сити» в победном матче (3:2). В Премьер-лиге в том сезоне защитник принял участие лишь в 5 играх.

### Перерыв в карьере
1 июня 2011 года Стюарт покинул «Бирмингем Сити» на правах свободного агента. Не сумев найти новый клуб до начала предсезонной подготовки, Парнаби приехал в Мидлсбро, где поддерживал игровую форму, тренируясь вместе с «Боро». В августе Стюарт побывал на неудачных просмотрах в «Лидс Юнайтед» и «Ковентри Сити», а в сентябре был близок к возвращению в «Бирмингем Сити», однако сделка сорвалась. По ходу сезона защитник также побывал на просмотрах в «Миллуолле», «Чарльтон Атлетик», «Карлайл Юнайтед» и «Халл Сити». Причём «Карлайл» не смог подписать защитника как раз из-за интереса к нему со стороны «тигров», куда Парнаби и отправился заключать контракт. Но вскоре у «Халла» обнаружились финансовые трудности и сделка не состоялась.

### Возвращение в «Мидлсбро»
В июне 2012 года Парнаби вновь интересовался «Карлайл Юнайтед», однако в конце месяца главный тренер «Мидлсбро» Тони Моубрей предложил защитнику вернуться в родной клуб и 2 июля Стюарт подписал с «речниками» двухлетний контракт с опцией продления ещё на год.
25 сентября 2012 года состоялось официальное возвращение Парнаби на поле в футболке «Мидлсбро» в победном матче Кубка Лиги против «Престон Норт Энд» (3:1).

## Международная карьера
Стюарт был капитаном юношеской сборной Англии (до 16 лет), а также регулярно вызывался в английские юношеские и молодёжные команды различных возрастов, проведя за них в общей сложности 24 матча.

## Достижения
- Кубок Футбольной лиги: 2 — 2003/04, 2010/11
- Кубок УЕФА: финалист — 2005/06